# Vérité dans la détermination de la peine
La vérité dans la détermination de la peine regroupe des positions de politique publique variées sur la détermination de la peine des personnes reconnues coupables de crimes. Dans la plupart des contextes, il s'agit de politiques et de législations visant à abolir ou à limiter les libérations conditionnelles de manière que les condamnés purgent réellement la période pour laquelle ils ont été condamnés. Les défenseurs du concept affirment qu'il permet la liberté d'information ; par exemple, il est trompeur pour le grand public de condamner un individu à une peine de « sept à neuf ans », puis de le relâcher après six ans. 
Dans certains cas, la vérité dans la détermination de la peine est liée à d'autres mouvements tels que la peine plancher (dans laquelle des crimes particuliers entraînent des peines automatiques, quelles que soient les circonstances atténuantes) et les lois sur les auteurs d'infractions habituelles ou les « trois coups », où la loi de l'État impose des périodes d'incarcération obligatoires et prolongées pour les récidivistes. 